# Никольский, Владимир Николаевич (правовед)
Владимир Николаевич Никольский (1821—1872) — правовед, историк права, профессор Демидовского юридического лицея, ординарный профессор Московского университета.

## Биография
Сирота, воспитанник Смоленского приказа общественного призрения. В октябре 1828 года он был взят приёмным сыном в семью штабс-капитана Н. И. Ладыгина, который, умирая в 1831 году, завещал, чтобы его воспитанник до своего совершеннолетия жил в семье.
Среднее образование получил в Смоленской гимназии (1837—1842). Затем окончил юридический факультет Московского университета (1846) со степенью кандидата права и поступил на службу в Канцелярию московского гражданского губернатора; в 1848 году был назначен младшим помощником правителя канцелярии. С сентября 1849 года был старшим учителем законоведения в 1-й московской гимназии. В конце декабря 1850 года был назначен исполняющим должность экстраординарного профессора законов государственного благоустройства и благочиния, законов гражданских и уголовных с судопроизводством в ярославском Демидовском юридическом лицее.
В феврале 1858 года перешёл в Московский университет: адъюнкт, экстраординарный профессор (1861), ординарный профессор (1871) кафедры российских гражданских законов. В сентябре 1859 года защитил магистерскую диссертацию «О началах наследования в древнейшем русском праве», в мае 1871 года — докторскую диссертацию «Об основных моментах наследования». В 1865 году «с целью изучения открытого и устного процесса» Министерством народного просвещения он был командирован за границу.

## Публикации
Никольскому принадлежат следующие труды:
- «Обзор главнейших постановлений Петра I в области личного семейного права» (Ярославль, 1857)
- «О началах наследования в древнейшем русском праве» (Москва, 1859; обширный исторический труд)
- «Об основных моментах наследования» (Москва, 1871; труд по гражданскому праву).